# Prassás
Prassás (en griego, Πρασσάς) es un pueblo de Grecia ubicado en la isla de Creta. Pertenece a la unidad periférica de Heraclión, al municipio de Heraclión y a la unidad municipal de Nea Alikarnassós. En el año 2011 contaba con una población de 412 habitantes.

## Yacimiento arqueológico
Cerca de este pueblo hay un yacimiento arqueológico de un pequeño asentamiento minoico, que debió depender del cercano palacio de Cnosos. De este asentamiento se han excavado dos edificios principales y algunos otros muros. Sin embargo este yacimiento ha sido gravemente dañado por las actividades agrícolas de la zona. 
En el edificio A, que consta de varias habitaciones y plantas, se han encontrado, entre otros objetos, numerosos recipientes, lámparas de piedra y un sello de esteatita. Este edificio fue construido en el periodo minoico medio IB, pero se seguía utilizando en el periodo neopalacial.
El edificio B tiene cuatro habitaciones pero algunas de ellas no estaban comunicadas entre sí, por lo que se supone que se accedía a ellas desde el techo a través de una escalera. En una de las habitaciones se encontraron utensilios de cocina. También se han encontrado inscripciones en lineal A, recipientes y utensilios para libaciones. Se construyó durante el periodo neopalacial.
Las primeras excavaciones fueron realizadas en 1939 pero después de 1940 fueron interrumpidas hasta que se reanudaron en 1951, dirigidas por Nikolaos Platón.